# Marianne Schmid Mast
Marianne Schmid Mast, née en 1965, est une psychologue et universitaire suisse. Depuis 2014 elle est professeure de comportement organisationnel à l’Université de Lausanne. En 2021 elle est nommée doyenne de la faculté des hautes études commerciales de l'université de Lausanne.

## Biographie
Marianne Schmid Mast obtient sa maturité en économie à l'École supérieure de commerce de Neuchâtel. Elle commence des études de médecine à l'université de Zurich puis s'oriente vers la psychologie. Elle obtient son doctorat en psychologie en 2000, à Zurich. Elle poursuit ses recherches à l'université du Nord-Est à Boston, dans le domaine de la psychologie sociale et de la personnalité.
Elle est nommée professeure assistante en psychologie sociale à l'Université de Fribourg, puis professeure ordinaire en psychologie du travail et des organisations à l'Institut de psychologie du travail et des organisations de l'Université de Neuchâtel. En 2014, elle est nommée professeure ordinaire de comportement organisationnel à l’Université de Lausanne. Depuis 2021 elle est doyenne de la faculté des sciences économiques et commerciales (HEC Lausanne) de l'Université de Lausanne.
Elle est membre du comité de rédaction de la revue Leadership Quarterly et elle était rédactrice en chef adjointe du Journal of Nonverbal Behavior. Elle était la présidente de l’association Suisse des Psychologues et en 2018, 2019 et 2020 elle est citée parmi les 50 psychologues vivants les plus influents au monde. Elle est membre de la Society of Personality and Social Psychology et membre de l'Association américaine de psychologie qui reconnait ses contributions distinctives et de longue date à la science de la personnalité et de la psychologie sociale.

## Recherche
Ses recherches portent sur la façon dont les individus dans les hiérarchies de pouvoir interagissent avec les autres, comment ils perçoivent leurs partenaires d'interaction sociale et comment ils communiquent (verbalement et non verbalement). De plus, elle étudie comment les premières impressions affectent les interactions et les évaluations interpersonnelles et comment les gens se forment des impressions précises des autres. Un aspect de sa recherche porte sur la façon dont la communication avec les médecins affecte les résultats pour les patients. Elle utilise la technologie de l'environnement virtuel immersif pour étudier le comportement interpersonnel et la communication ainsi que la détection automatique par ordinateur pour analyser le comportement non verbal dans les interactions sociales.

## Réalité virtuelle
Marianne Schmid Mast, alors qu'elle est à l'Université de Neuchâtel, crée en 2006 un laboratoire de réalité virtuelle immersive. En 2014, lorsqu'elle rejoint la Faculté de commerce et d'économie, HEC, de l'Université de Lausanne, le laboratoire y est transféré. Par la suite on le connait sous le nom de Laboratoire de comportement interpersonnel. Elle y utilise la réalité virtuelle immersive pour l'étude du comportement d'interaction sociale humaine et pour la formation aux compétences interpersonnelles.

## Publications

### Ouvrages
- Leaderspritz - Le cocktail du leadership interpersonnel
- Voir liste plus complète sur Idiap Publications[16]
- Gender and Emotion: An Interdisciplinary Perspective, Ioana Latu, Marianne Schmid Mast & Susanne Kaiser (Eds.), Livre édité en anglais en 2013[17]

### Articles
- Are Women Always More Interpersonally Sensitive Than Men? Impact of Goals and Content Domain, UNIGE
- Social Sensing for Psychology, Marianne Schmid Mast, Daniel Gatica-Perez, Denise Frauendorfer, Laurent Nguyen and Tanzeem Choudhury DOI 10.1177/0963721414560811
- Muralidhar, S., Nguyen, LS, Frauendorfer, D., Odobez, JM, Schmid Mast, M., et Gatica-Perez, D. (2016, octobre). Formation de terrain: Analyse comportementale des entretiens d'embauche en hôtellerie. Dans les actes de la 18e Conférence internationale ACM sur l'interaction multimodale (p.84-91). DOI 10.1145/2993148.2993191
- Latu, IM et Schmid Mast, M. (2016). La dominance non verbale des intervieweurs masculins prédit des évaluations plus faibles des candidatures féminines dans les entretiens d'embauche simulés. Journal of Personnel Psychology, 15 (3), 116-124. DOI 10.1027/1866-5888/a000159
- Carrard, V., Schmid Mast, M., & Cousin, G. (2016). Au-delà de la «taille unique»: l'adaptabilité non verbale du médecin au besoin de paternalisme des patients et à ses résultats de consultation positifs. Communication sur la santé, 31 (11), 1327–1333. DOI 10.1080/10410236.2015.1052871
- Cousin, G. et Schmid Mast, M. (2016). L'acceptabilité des traits influence les réactions individuelles au comportement d'affiliation d'un médecin lors d'une simulation de mauvaise nouvelle. Communication sur la santé, 31 (3), 320–327. DOI 10.1080/10410236.2015.1007827
- Murphy, N., Schmid Mast, M., & Hall, JA (2016). Auto-exactitude non verbale: Différences individuelles dans la connaissance de son propre comportement d'interaction sociale. Personnalité et différences individuelles, 101, 30–34. DOI 10.1016/j.paid.2016.05.023